# Zeferino González y Díaz Tuñón
Zeferino González y Díaz Tuñón OP (ur. 28 stycznia 1831 w Villorii, zm. 29 listopada 1894 w Madrycie) – hiszpański kardynał.

## Życiorys
Urodził się 28 stycznia 1831 roku w Villorii, jako syn Manuela Gonzáleza Gonzáleza i Teresy Diaz Tuñón. W młodości wstąpił do zakonu dominikanów i w 1845 roku złożył profesję wieczystą. W styczniu 1854 roku przyjął święcenia kapłańskie. 16 czerwca 1874 roku został biskupem Malagi, lecz już w kolejnym roku zrezygnował. 5 lipca 1875 roku został biskupem Kordoby, a 24 października przyjął sakrę. Osiem lat później został arcybiskupem Sewilli. 10 listopada 1884 roku został kreowany kardynałem prezbiterem i otrzymał kościół tytularny Santa Maria sopra Minerva. Rok później został przeniesiony do archidiecezji Toledo, otrzymując jednocześnie patriarchat Indii Zachodnich. W latach 1886–1889 ponownie pełnił funkcję arcybiskupa Sewilli. Zmarł 29 listopada 1894 roku w Madrycie.